# Kanton Montélimar-1
Kanton Montélimar-1 (fr. Canton de Montélimar-1) je francouzský kanton v departementu Drôme v regionu Rhône-Alpes. Skládá se pouze ze dvou obcí – části města Montélimar a Ancône.